# Île Moucha
Île Moucha är en ö i Djibouti. Den ligger i den östra delen av landet, 16 km norr om huvudstaden Djibouti.